# Eclipso
Eclipso ist der Titel einer Reihe von Comicpublikationen die der US-amerikanische Verlag DC-Comics seit 1963 herausgibt.
Die Eclipso-Comics, die im Horror-Genre angesiedelt sind, gehen auf den Autoren Bob Haney und seinen Zeichner Lee Elias zurück, die die Hauptfigur und die Handlungsprämisse der Reihe in den frühen 1960er Jahren entwickelten.

## Veröffentlichungsdaten
Die Hauptfigur der Eclipso-Geschichten, ein schurkischer Troll gleichen Namens, wurde erstmals in dem Comicheft House of Secrets #61 vom August 1963 vorgestellt.
In der Folge trat der Eclipso-Charakter mehrere Jahre lang als Hauptfigur eines nach ihm benannten Features in House of Secrets, einer Serie in der in jeder Ausgabe mehrere Horror- und Schauergeschichten präsentiert wurden, auf. Zu den Künstlern die während dieser Zeit an der Figur arbeiteten zählten neben Haney und Elias unter anderem der Zeichner Alex Toth.
Nach der Einstellung von House of Secrets trat der Eclipso-Charakter eine Zeitlang als häufiger als Schurke in Serien wie The Phantom Stranger, The Metal Men oder Justice League auf, während Bruce Gordon zeitweise als Nebenfigur in die Science-Fiction-Serie Green Lantern integriert wurde.
In den 1990er Jahren belebte DC den Charakter neu und widmete ihm zunächst eine zweiteilige Miniserie – Eclipso: The Darkness Within – die 1992 auf den Markt kam und der Ausgangspunkt für eine fortlaufende Serie wurde, die von 1992 bis 1994 erschien. Autor dieser Serie war Robert Loren Fleming.

## Handlung
Am Anfang der Handlung von Eclipso steht der junge amerikanische Wissenschaftler Bruce Gordon, der beschließt, die Pazifikinsel Diabolo zu bereisen, um dort ein seltenes Naturschauspiel, eine Sonnenfinsternis (eng. eclipse), zu beobachten. Kurz nach seiner Ankunft auf Diabolo wird Gordon unversehens in eine Auseinandersetzung mit einem eingeborenen Wunderheiler verwickelt: Es kommt zu einem Kampf, in dem der Schamane getötet wird, während Gordon nur einen leichten Schnitz im Gesicht, den der Heiler ihm mit Hilfe eines schwarzen Diamanten beigebracht hat, davonträgt.
Während der bald darauf stattfindenden Sonnenfinsternis verwandelt Gordon sich in eine mächtige Kreatur namens Eclipso, die die schlechte Seite seiner Persönlichkeit verkörpert. Als Eclipso stiftet – der sonst gutartige – Gordon allerlei Unheil: Die Aufspaltung in zwei kontrastive Persönlichkeiten vollzieht sich dabei auf dieselbe Weise wie die Teilung von Doktor Jekyll in sein gutes selbst und in den bösen Mr. Hyde in Robert Louis Stevensons gleichnamigen Schauerroman.
Um Eclipso wieder in Gordon zurückzuverwandeln, muss dieser mit hellem Licht – etwa einer Taschenlampe – bestrahlt werden, was, im Sinne des Umkehreffekts, dem Gegenteil einer Sonnenverfinsterung entspricht. Die Aufgabe der Rückverwandlung wird dann meistens von Gordons Freund Simon Bennett und seiner Tochter Mona übernommen.
In der Eclipso-Serie der 1990er Jahre erfährt man schließlich, dass der schauerliche Eclipso tatsächlich ein böser Gott ist, der Gott der Rache, der auf der dunklen Seite des Mondes haust, der darauf brennt Menschen, die Rachedurst verspüren, mit seiner eigenen Persönlichkeit zu unterwandern und in Abbilder seiner selbst zu verwandeln.

## In anderen Medien
Eclipso hat einen Cameo-Auftritt in der Justice League Doppelfolge „Eclipsed“ (im Deutschen nicht veröffentlicht). Diese Version besteht aus der Lebenskraft der letzten Ophidianer, einer Rasse von Schlangenmenschen, die die Menschheit vor Jahrtausenden bekämpften und gegen sie verloren. Um Rache üben zu können, versetzten die letzten der Schlangenmenschen ihren Geist in einen schwarzen Diamanten, um jeden zu besitzen, der den Diamanten berührt. Als es ihnen gelingt, fast die gesamte Justice League unter ihre Kontrolle zu bringen, versuchen sie die Sonne zu vernichten; Flash kann die Katastrophe jedoch in letzter Sekunde abwehren. Einer der Figuren, die vom Diamanten kontrolliert wird, trägt eine Zeitlang das ursprüngliche Kostüm von Eclipso in dieser Folge.